# Limonium sokotranum
Limonium sokotranum es una especie de planta fanerógama perteneciente a la familia Plumbaginaceae. Es un endemismo de Yemen donde se distribuye por la isla de Socotra. 

## Hábitat y ecología
Matorral enano que se encuentra en los acantilados de la costa y hacia el interior, a una altitud desde el nivel del mar hasta los 550 metros.

## Taxonomía
El género fue descrito por (Vierh.) Radcl.-Sm. y publicado en Kew Bull. 25(2): 188. 1971 [24 Jun 1971]